# Lamprolepis leucosticta
Lamprolepis leucosticta — вид сцинкоподібних ящірок родини сцинкових (Scincidae). Ендемік Індонезії.

## Поширення і екологія
Lamprolepis leucosticta є ендеміками Західної Яви. Вони живуть у вологих тропічних лісах в горах і передгір'ях. Ведйть деревний спосіб життя.